# Бић (планина)
Бић је планина у југозападној Србији и источној Босни и Херцеговини, налази се изнад Прибоја и има изразиту висину. Највиша тачка планине је врх Голет са 1.386 метара надморске висине.

На делу планине познатим под псеудонимом Мали Бић налази се средњовековна тврђава Јагат чије се рушевине уздижу на узвишењу Град (око 926 m нмв). Назив Јагат потиче из старословенског језика што у преводу значи Црни Дуд, што је и име планине на којој се тврђава налази.
Непосредно уз саму тврђаву налази се телекомуникациони предајник телевизијских, радио и мобилних оператера. Предајник је бомбардован 29. маја 1999. године за време НАТО агресије али је убрзо поново оспособљен и враћен у функцију.